# Persone di nome Matt
| Questa pagina contiene informazioni ricavate automaticamente dalle voci biografiche con l'ausilio del template Bio e di un bot. L'aggiornamento è periodico e automatico e ricostruisce completamente la pagina. Se manca una persona in questa lista, sei pregato di non aggiungerla, ma accertati piuttosto che la sua voce biografica contenga il template Bio e che i dati anagrafici siano correttamente compilati. Se il template Bio manca, inseriscilo tu stesso o, in alternativa, metti l'avviso {{tmp\|Bio}} che ne segnala la mancanza. Se i dati riportati sono sbagliati, correggi direttamente la voce biografica; le modifiche saranno visibili in questa lista entro pochi giorni. Per chiarimenti vedi il progetto antroponimi. La lista contiene solo le 147 persone che sono citate nell'enciclopedia e per le quali è stato implementato correttamente il template Bio. Pagina aggiornata al 23 mag 2025. |

Questa è una lista di persone presenti nell'enciclopedia che hanno il nome Matt, suddivise per attività principale.

## Allenatori di calcio(1)
- Matt Reis, allenatore di calcio e ex calciatore statunitense (Atlanta, n. 1975)

## Allenatori di football americano(1)
- Matt Eberflus, allenatore di football americano statunitense (Toledo, n. 1970)

## Attori(29)
- Matt Cedeño, attore e ex modello statunitense (Moses Lake, n. 1974)
- Matt Clark, attore statunitense (Washington, n. 1936)
- Matt Corboy, attore statunitense (Honolulu, n. 1973)
- Matt Cornett, attore e cantante statunitense (Rogers, n. 1998)
- Matt Craven, attore canadese (Port Colborne, n. 1956)
- Matt Czuchry, attore statunitense (Manchester, n. 1977)
- Matt Di Angelo, attore e cantante inglese (Londra, n. 1987)
- Matt Gerald, attore, sceneggiatore e musicista statunitense (Miami, n. 1970)
- Matt Gordon, attore canadese (Toronto, n. 1969)
- Matt Henry, attore e cantante britannico (Birmingham, n. 1979)
- Matt Hobby, attore e comico statunitense (n. 1985)
- Matt Hookings, attore britannico (n. 1990)
- Matt Johnson, attore e regista canadese (Toronto, n. 1985)
- Matt Keeslar, attore statunitense (Grand Rapids, n. 1972)
- Matt LeBlanc, attore statunitense (Newton, n. 1967)
- Matt Malloy, attore statunitense (Hamilton, n. 1963)
- Matt McCoy, attore statunitense (Austin, n. 1958)
- Matt McKenzie, attore e doppiatore statunitense
- Matt McGrath, attore statunitense (New York City, n. 1969)
- Matt Milne, attore britannico (Hereford, n. 1990)
- Matt Moore, attore e regista irlandese (Kells, n. 1888 - Hollywood, † 1960)
- Matt Prokop, attore statunitense (Victoria, n. 1990)
- Matt Rawle, attore e cantante inglese (Birmingham, n. 1974)
- Matt Ryan, attore britannico (Swansea, n. 1981)
- Matt Salinger, attore e produttore cinematografico statunitense (Windsor, n. 1960)
- Matt Servitto, attore statunitense (Teaneck, n. 1965)
- Matt Shively, attore e doppiatore statunitense (Hanford, n. 1990)
- Matt Walsh, attore, comico e sceneggiatore statunitense (Chicago, n. 1964)
- Lucky Yates, attore, doppiatore e comico statunitense (n. 1967)

## Attori pornografici(1)
- Danny D, attore pornografico britannico (Maidstone, n. 1987)

## Bassisti(4)
- Matt Bissonette, bassista statunitense (Detroit, n. 1961)
- Matt Lukin, bassista statunitense (Aberdeen, n. 1964)
- Matt McJunkins, bassista e produttore discografico statunitense (Palm Springs, n. 1983)
- Matt Sharp, bassista statunitense (Bangkok, n. 1969)

## Batteristi(4)
- Matt Chamberlain, batterista statunitense (San Pedro, n. 1967)
- Matt Letley, batterista e percussionista britannico (Gillingham, n. 1961)
- Matt McGinley, batterista statunitense (New York, n. 1983)
- Matt Walker, batterista statunitense (n. 1969)

## Bobbisti(1)
- Matt Hindle, bobbista canadese (Calgary, n. 1974)

## Calciatori(12)
- Matt Bahr, ex calciatore e ex giocatore di football americano statunitense (Filadelfia, n. 1956)
- Matt Besler, ex calciatore statunitense (Overland Park, n. 1987)
- Matt Crooks, calciatore inglese (Leeds, n. 1994)
- Matt Cunneen, ex calciatore olandese (Paesi Bassi, n. 1984)
- Matt Hedges, calciatore statunitense (Rochester, n. 1990)
- Matt Jordan, ex calciatore statunitense (Aurora, n. 1975)
- Matt Knowles, ex calciatore statunitense (Filadelfia, n. 1970)
- Matt Lampson, ex calciatore statunitense (Cleveland, n. 1989)
- Matt McKay, ex calciatore australiano (Brisbane, n. 1983)
- Matt Moussilou, ex calciatore francese (Marsiglia, n. 1982)
- Matt Sparrow, ex calciatore inglese (Londra, n. 1981)
- Matt Wilson, calciatore nordirlandese (n. 1842 - † 1897)

## Canottieri(3)
- Matt Deakin, canottiere statunitense (San Francisco, n. 1980)
- Matt Ryan, canottiere australiano (Sydney, n. 1984)
- Matt Schnobrich, canottiere statunitense (Minneapolis, n. 1978)

## Cantanti(4)
- Matt Cardle, cantante britannico (Southampton, n. 1983)
- Matt Kramer, cantante statunitense (n. 1968)
- Matt Monro, cantante inglese (Shoreditch, n. 1930 - Londra, † 1985)
- Matt Redman, cantante e musicista britannico (Watford, n. 1974)

## Cantautori(3)
- Matt Elliott, cantautore e chitarrista inglese (Bristol, n. 1974)
- Aqualung, cantautore e produttore discografico inglese (Southampton, n. 1972)
- Matt Simons, cantautore statunitense (Palo Alto, n. 1987)

## Cestisti(6)
- Matt Barnes, ex cestista statunitense (Santa Clara, n. 1980)
- Matt Bonds, cestista statunitense (Accokeek, n. 1995)
- Matt Haarms, cestista olandese (Amsterdam, n. 1997)
- Matt Howard, ex cestista statunitense (Carmel, n. 1989)
- Matt Lewis, cestista statunitense (Woodbridge, n. 1998)
- Matt McQuaid, ex cestista statunitense (Duncanville, n. 1995)

## Chitarristi(2)
- Matt Bachand, chitarrista e bassista statunitense (n. 1977)
- Matt Smith, chitarrista statunitense

## Compositori(2)
- Matt Rollings, compositore, polistrumentista e produttore discografico statunitense (Bridgeport)
- Matt Uelmen, compositore e polistrumentista statunitense (Los Angeles, n. 1973)

## Conduttori radiofonici(1)
- Matt Walsh, conduttore radiofonico e opinionista statunitense (n. 1986)

## Danzatori(1)
- Matt Mattox, ballerino e coreografo statunitense (Tulsa, n. 1921 - Perpignano, † 2013)

## Flautisti(1)
- Matt Molloy, flautista irlandese (Ballaghaderreen, n. 1947)

## Fumettisti(3)
- Matt Fraction, fumettista statunitense (Chicago Heights, n. 1975)
- Matt Kindt, fumettista statunitense (Saint Louis, n. 1973)
- Matt Wagner, fumettista statunitense (Pennsylvania, n. 1961)

## Giocatori di baseball(2)
- Matt Chapman, giocatore di baseball statunitense (Victorville, n. 1993)
- Matt Fox, ex giocatore di baseball statunitense (Columbus, n. 1982)

## Giocatori di football americano(31)
- Matt Asiata, ex giocatore di football americano statunitense (Salt Lake City, n. 1987)
- Matt Bassuener, ex giocatore di football americano statunitense (Port Edwards, n. 1984)
- Matt Blair, giocatore di football americano statunitense (Hilo, n. 1950 - † 2020)
- Matt Bosher, giocatore di football americano statunitense (Greenacres, n. 1987)
- Matt Bryant, ex giocatore di football americano statunitense (Orange, n. 1975)
- Matt Elam, giocatore di football americano statunitense (Palm Beach Gardens, n. 1991)
- Matt Farniok, giocatore di football americano statunitense (Sioux Falls, n. 1997)
- Matt Feiler, giocatore di football americano statunitense (Strasburg, n. 1992)
- Matt Gay, giocatore di football americano statunitense (Orem, n. 1994)
- Matt Hazel, giocatore di football americano statunitense (North Augusta, n. 1992)
- Matt Hennessy, giocatore di football americano statunitense (Nyack, n. 1997)
- Matt Henningsen, giocatore di football americano statunitense (Menomonee Falls, n. 1999)
- Matt Hill, ex giocatore di football americano statunitense (Grangeville, n. 1978)
- Matt Ioannidis, giocatore di football americano statunitense (n. 1994)
- Matt Jones, giocatore di football americano statunitense (Tampa, n. 1992)
- Matt Kalil, giocatore di football americano statunitense (Corona, n. 1989)
- Matt Ludeman, ex giocatore di football americano e allenatore di football americano statunitense (Milwaukee, n. 1984)
- Matt McGloin, ex giocatore di football americano statunitense (Scranton, n. 1989)
- Matt Nagy, ex giocatore di football americano e allenatore di football americano statunitense (Dunellen, n. 1978)
- Matt Nelson, giocatore di football americano statunitense (Cedar Rapids, n. 1995)
- Matt Norman, ex giocatore di football americano canadese (Châteauguay, n. 1988)
- Matt Padron, ex giocatore di football americano statunitense (San Antonio, n. 1984)
- Matt Paradis, ex giocatore di football americano statunitense (Council, n. 1989)
- Matt Patricia, ex giocatore di football americano, allenatore di football americano e ingegnere aeronautico statunitense (Sherrill, n. 1974)
- Matt Prater, giocatore di football americano statunitense (Mayfield Heights, n. 1984)
- Matt Pryor, giocatore di football americano statunitense (Long Beach, n. 1994)
- Matt Shaughnessy, giocatore di football americano statunitense (Norwich, n. 1986)
- Matt Snell, giocatore di football americano statunitense (Garfield, n. 1941)
- Matt Stover, ex giocatore di football americano statunitense (Dallas, n. 1968)
- Matt Tobin, giocatore di football americano statunitense (Worthington, n. 1990)
- Matt Waletzko, giocatore di football americano statunitense (Cold Spring, n. 1999)

## Giocatori di poker(1)
- Matt Waxman, giocatore di poker statunitense (Princeton, n. 1985)

## Giornalisti(2)
- Matt Preston, giornalista e personaggio televisivo britannico (Londra, n. 1961)
- Matt Shea, giornalista e conduttore televisivo britannico (Londra, n. 1991)

## Golfisti(1)
- Matt Fitzpatrick, golfista inglese (Sheffield, n. 1994)

## Hockeisti su ghiaccio(1)
- Matt Koalska, ex hockeista su ghiaccio statunitense (Saint Paul, n. 1980)

## Illustratori(1)
- Matt Mahurin, illustratore, fotografo e regista statunitense (Santa Cruz, n. 1959)

## Musicisti(1)
- Matt Brown, musicista statunitense (New York, n. 1976)

## Piloti automobilistici(1)
- Matt Campbell, pilota automobilistico australiano (Warwick, Queensland, n. 1995)

## Piloti motociclistici(1)
- Matt Wait, pilota motociclistico statunitense (Lodi, n. 1976)

## Politici(2)
- Matt Koehl, politico statunitense (Milwaukee, n. 1935 - New Berlin, † 2014)
- Matt Mahan, politico e imprenditore statunitense (San Francisco, n. 1982)

## Produttori discografici(1)
- Matt Squire, produttore discografico e musicista statunitense (Washington, n. 1976)

## Produttori televisivi(1)
- Matt Thompson, produttore televisivo, sceneggiatore e regista statunitense (n. 1971)

## Registi(5)
- Matt e Ross Duffer, regista, sceneggiatore e produttore televisivo statunitense (Durham, n. 1984)
- Matt Oates, regista, sceneggiatore e produttore cinematografico statunitense (Sacramento, n. 1981)
- Matt Reeves, regista, sceneggiatore e produttore televisivo statunitense (Rockville Centre, n. 1966)
- Matt Shakman, regista e attore statunitense (Ventura, n. 1975)
- Matt Tyrnauer, regista, produttore cinematografico e giornalista statunitense (Los Angeles)

## Rugbisti a 15(1)
- Matt Berquist, rugbista a 15 neozelandese (Waipukurau, n. 1983)

## Sceneggiatori(3)
- Matt Charman, sceneggiatore britannico (Crawley, n. 1979)
- Matt Manfredi, sceneggiatore statunitense (Rancho Palos Verdes)
- Matt Sazama e Burk Sharpless, sceneggiatore e produttore televisivo statunitense

## Sciatori freestyle(1)
- Matt Graham, sciatore freestyle australiano (Gosford, n. 1994)

## Scrittori(4)
- Matt Baglio, scrittore statunitense (San Diego, n. 1973)
- Matt Braly, scrittore, animatore e regista statunitense (Sacramento, n. 1988)
- Matt Haig, scrittore e giornalista inglese (Sheffield, n. 1975)
- Mark Owen, scrittore e militare statunitense (Wrangell, n. 1976)

## Skeletonisti(1)
- Matt Weston, skeletonista britannico (n. 1997)

## Tastieristi(1)
- Matt O'Leary, tastierista britannico (Londra, n. 1970)

## Tennisti(4)
- Matt Anger, ex tennista statunitense (Clyde Hill, n. 1963)
- Matt Lucena, ex tennista statunitense (Chico, n. 1969)
- Matt Mitchell, ex tennista statunitense (Berkeley, n. 1957)
- Matt Reid, tennista australiano (Sydney, n. 1990)

## Velocisti(1)
- Matt Shirvington, ex velocista australiano (n. 1978)

## Wrestler(1)
- Matt Burns, ex wrestler statunitense (Minneapolis, n. 1980)